# Isoleucine
Isoleucine (afgekort tot Ile of I) is een van de twintig natuurlijk voorkomende aminozuren. Isoleucine bevat een alifatische zijketen en is dus een zeer hydrofoob aminozuur.
Isoleucine wordt gecodeerd door de volgende triplets: AUA, AUC en AUU.
De algemene formule R-CH(NH2)-COOH waarbij R=-CH-(CH3)-CH2CH3.
Isoleucine is naast leucine en valine een van de drie aminozuren met vertakte ketens (BCAA's).

## Metabolisme
Ten opzichte van de andere BCAA's is isoleucine tussenliggend in zijn vermogen om eiwitsynthese te induceren (sterker dan valine, maar veel zwakker dan leucine). Isoleucine kan glucose-opname aanzienlijk verhogen en het gebruik van glucose tijdens inspanning. Isoleucine draagt niet bij aan glycogeensynthese.

### Metabole ziekten
De afbraak van isoleucine is verstoord bij de volgende stofwisselingsziekten:
- Ahornsiroopurineziekte

- Gecombineerde malon- en methylmalonacidurie (CMAMMA)
- Methylmalonacidemie
- Propionacidemie

## Isomeer
| Verschillende vormen van Isoleucine | Verschillende vormen van Isoleucine | Verschillende vormen van Isoleucine | Verschillende vormen van Isoleucine | Verschillende vormen van Isoleucine | Verschillende vormen van Isoleucine | Verschillende vormen van Isoleucine | Verschillende vormen van Isoleucine |
| ----------------------------------- | ----------------------------------- | ----------------------------------- | ----------------------------------- | ----------------------------------- | ----------------------------------- | ----------------------------------- | ----------------------------------- |
| Naam                                | isoleucine                          | D-isoleucine                        | L-isoleucine                        | DL-isoleucine                       | allo-D- isoleucine                  | allo-L- isoleucine                  | allo-DL- isoleucine                 |
| Synonymen                           |                                     | (R)-Isoleucine                      | L(+)-Isoleucine                     | (R*,R*)- isoleucine                 |                                     | allo- isoleucine                    |                                     |
| PubChem                             | 791                                 | 94206                               | 6306                                | 76551                               |                                     |                                     |                                     |
| EINECS nummer                       | 207-139-8                           | 206-269-2                           | 200-798-2                           |                                     | 216-143-9                           | 216-142-3                           | 221-464-2                           |
| CAS number                          | 443-79-8                            | 319-78-8                            | 73-32-5                             |                                     | 1509-35-9                           | 1509-34-8                           | 3107-04-8                           |

|                                                         |
| L-isoleucine (2S,3S) & D-isoleucine (2R,3R)             |
|                                                         |
| L-allo-isoleucine (2S,3R) & D-'allo'-isoleucine (2R,3S) |

Alanine (Ala) · Arginine (Arg) · Asparagine (Asn) · Asparaginezuur (Asp) · Cysteïne (Cys) · Glutamine (Gln) · Glutaminezuur (Glu) · Glycine (Gly) · Histidine (His) · Isoleucine (Ile) · Leucine (Leu) · Lysine (Lys) · Methionine (Met) · Fenylalanine (Phe) · Proline (Pro) · Serine (Ser) · Threonine (Thr) · Tryptofaan (Trp) · Tyrosine (Tyr) · Valine (Val)